# Вишневський Борис Степанович
Борис Степанович Вишне́вський (1920 рік, Кисловодськ — 27 березня 1944 року, Миколаїв) — Герой Радянського Союзу, сапер 57-го окремого інженерно-саперного батальйону 28-ї армії 3-го Українського фронту, червоноармієць.

## Біографія
Борис Степанович народився 1920 року в Кисловодську в сім'ї службовця. Після здобуття середньої освіти працював слюсарем у місті Краснодарі.
У 1941 році був призваний до лав Червоної Армії, службу проходив у зенітних артилерійських частинах у грузинському місті Поті, потім був переведений у морську піхоту.
Восени 1943 року разом із саперним взводом був наданий 384-му окремому батальйону морської піхоти Чорноморського флоту, у складі якого брав участь у десантних операціях зі звільнення Маріуполя та Осипенко. За відзнаку в цих боях був нагороджений медалями «За бойові заслуги» та «За відвагу».
Брав участь також у боях на Кінбурнській косі, звільнення селищ Херсонської області Олександрівка, Богоявленське (нині Жовтневий) і Широка Балка.
У другій половині березня 1944 року увійшов до складу десантної групи під командуванням старшого лейтенанта Костянтина Федоровича Ольшанського. Завданням десанту було полегшення фронтального удару радянських військ під час визволення міста Миколаєва, що було частиною Одеської операції. Після висадки в морському порту Миколаєва загін протягом двох діб відбив 18 атак противника, знищивши близько 700 гітлерівців. У цих боях героїчно загинули майже всі десантники, в тому числі і рядовий Б. С. Вишневський.
Указом Президії Верховної Ради СРСР від 20 квітня 1945 року за зразкове виконання бойових завдань командування на фронті боротьби з німецькими загарбниками і виявлені при цьому відвагу і геройство рядовому Вишневському Борису Степановичу було присвоєно звання Героя Радянського Союзу (посмертно) .

## Нагороди
- Золота Зірка Героя Радянського Союзу (посмертно);
- орден Леніна ;
- медаль «За бойові заслуги» ;
- медаль «За відвагу» .

## Пам'ять
- Похований у братській могилі в місті Миколаєві (Україна) у сквері 68-ми десантників.
- Там же на честь Героїв відкрито Народний музей бойової слави моряків-десантників, споруджений пам'ятник.